# Enrique Pezzoni

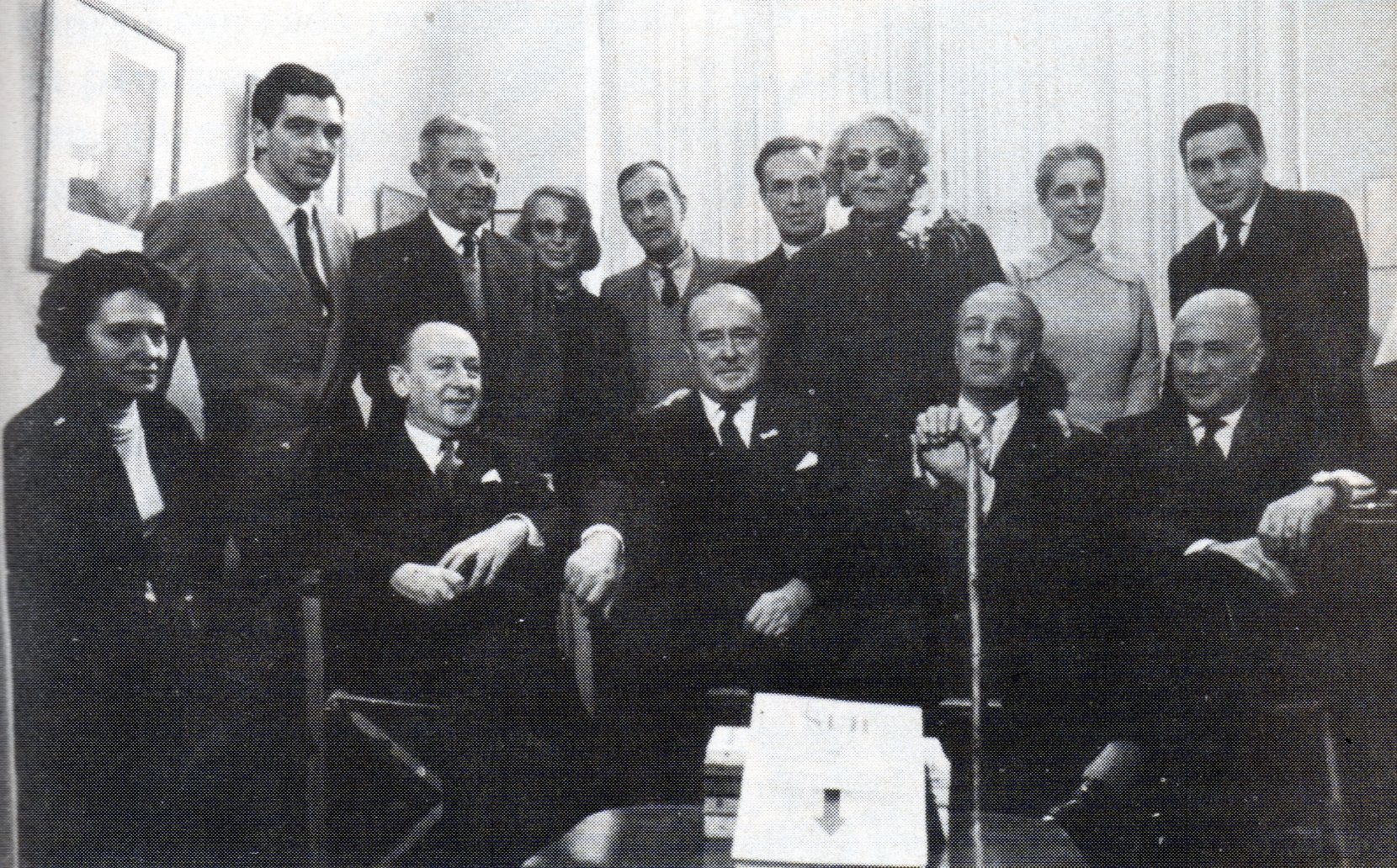
Victoria Ocampo posa junto al equipo de la revista, Silvina Ocampo, Bioy Casares, Borges, Alicia Jurado y Enrique Pezzoni, primero de pie a la izquierda de la fotografía.

Enrique Pezzoni (25 de febrero de 1926, Buenos Aires - 31 de octubre de 1989) fue un poeta, profesor, crítico literario, escritor y traductor argentino.

## Biografía
Alumno de Raimundo Lida, sucedió a José Bianco como secretario de redacción de la Revista Sur de Victoria Ocampo entre 1969-73 y fue asesor literario de Editorial Sudamericana entre 1974-1989. Se desempeñó como director del Departamento de Castellano del Colegio Nacional Buenos Aires y como profesor en la Facultad de Filosofía y Letras de la UBA.
Publicó El texto y sus voces (donde asevera que El crítico compone la biografía de la literatura, que es su autobiografía), único libro que publicó en vida y que es un documento fundamental de la literatura argentina con ensayos sobre la obra de Jorge Luis Borges, Alberto Girri, Alejandra Pizarnik, Victoria y Silvina Ocampo, Adolfo Bioy Casares, Eduardo Wilde, Roberto Arlt, Julio Cortázar, Henry James, Truman Capote, Roberto Arlt, Felisberto Hernández, Leopoldo Marechal y otros.
Fue especialista en la obra de Octavio Paz que lo eligió para dirigir la revista Vuelta Sudamericana entre 1986-87.
Ganó la Beca Guggenheim y dictó cursos en Harvard y Oxford. 
Entre sus traducciones más famosas se cuentan Moby Dick y Lolita-bajo el seudónimo Enrique Tejedor-. Pezzoni utilizó un seudónimo en este último caso, debido a que se desempeñaba como docente en un colegio secundario y su puesto podía peligrar si se lo identificaba con la traducción de una novela referida a la sexualidad adolescente. Cabe destacar que su versión de la obra de Nabokov no es la más recomendada, debido a la gran cantidad de modificaciones y censuras injustificadas al texto original.
También tradujo las poesías de T. S. Eliot, André Malraux, Graham Greene, Pasolini, Saint–John Perse, Lanza del Vasto, etc.
En 1984 recibió el Premio Konex por traducción y está considerado uno de los críticos fundamentales de la literatura argentina

## Publicaciones
- Pezzoni, Enrique - El texto y sus voces- (Editorial Eterna Cadencia, 1986)

- Adversos milagros (Caracas, Monte Ávila, 1969),
- Antología temática (Buenos Aires, Editorial Sudamericana, 1970)
- Enciclopedia de la Literatura Argentina (Buenos Aires, Editorial Sudamericana, 1970)

- Annick Louis - Enrique Pezzoni lector de Borges (Lecciones de literatura 1984-1988).

## Traducciones de Enrique Pezzoni (selección)
- Graham Greene, Los comediantes (Buenos Aires, Sur, 1966)
- Graham Greene, Viajes con mi tía (Buenos Aires, Sur, 1971)
- Graham Greene, El cónsul honorario (Buenos Aires, Sur, 1973)
- Graham Greene, Vías de escape (Barcelona, Argos Vergara, 1983)
- Carlo Levi,Cristo se detuvo en Eboli (Buenos Aires, Losada, 1951)
- Guido Piovene, La gaceta negra (Buenos Aires, Ed. Imán, 1952)
- Corrado Álvaro, La edad breve (Buenos Aires, Sudamericana, 1952)
- Julien Green, Medianoche (Buenos Aires, Sur, 1954)
- Vinoba o la nueva peregrinación (Buenos Aires, Sur, 1955), de Lanza del Vasto
- Comentarios del Evangelio (Buenos Aires, Sur, 1955), de Lanza del Vasto
- Los hijos extraños (Buenos Aires, Sur, 1955), de Caroline Gordon
- La imaginación liberal : ensayos sobre la literatura y la sociedad (Buenos Aires, Sudamericana, 1956), de Lionel Trilling
- Khrushchev y el espectro de Stalin (Buenos Aires, Sudamericana, 1957), de Bertram David Wolfe
- La incertidumbre que nos dejan los sueños (Buenos Aires, Sur, 1957), de Roger Caillois
- Gandhi y Marx (Buenos Aires, Sur, 1958), de Krishorial Mashruwala
- Una muerte en la familia (Buenos Aires, Ed Agora, 1959), de James Agee
- La verdadera vida de Sebastian Knight (Buenos Aires, Sur, 1959), de Vladimir Nabokov
- Nikos Kazantzaki, El pobre de Asís (Buenos Aires, Sur, 1959)
- Tierra sin justicia (Buenos Aires, Sudamericana, 1959), de Milovan Djilas
- La niña verde (Buenos Aires, Ed. Imán, 1961), de Herbert Read
- Poética de St John Perse (con María Luisa Bastos; Buenos Aires, Sur, 1964) de Roger Caillois
- Violette Leduc, La mujer del Zorrito (Buenos Aires, Sudamericana, 1967)
- La hoguera de las encinas (Buenos Aires, Sudamericana, 1972)
- Pier Paolo Pasolini, Teorema (Buenos Aires, Sudamericana, 1972 y Barcelona, Edhasa, 1987)
- William Burroughs, Expreso Nova (Buenos Aires, Minotauro, 1972)
- Vladimir Nabokov, Mira los arlequines (Buenos Aires, Sudamericana, 1974),
- J. P. Donleavy, Cuentos de hadas en Nueva York (Buenos Aires, Sudamericana, 1975)
- Humbert Monteilhet. Asesinato en la feria del libro (Buenos Aires, Sudamericana, 1977)
- André Malraux, Antimemorias (Buenos Aires, Sudamericana, 1976),
- Anthony Burgess, Jesús de Nazareth (Buenos Aires, Sudamericana, 1978)
- Gore Vidal, Kalki (Buenos Aires, Minotauro, 1979)
- Tzvetan Todorov, Teorías del símbolo (Caracas, Monte Ávila, 1981)
- T.S. Eliot, Retrato de una dama y otros poemas (con Alberto Girri, Buenos Aires, Corregidor, 1983)